# Palazzo dei Neofiti

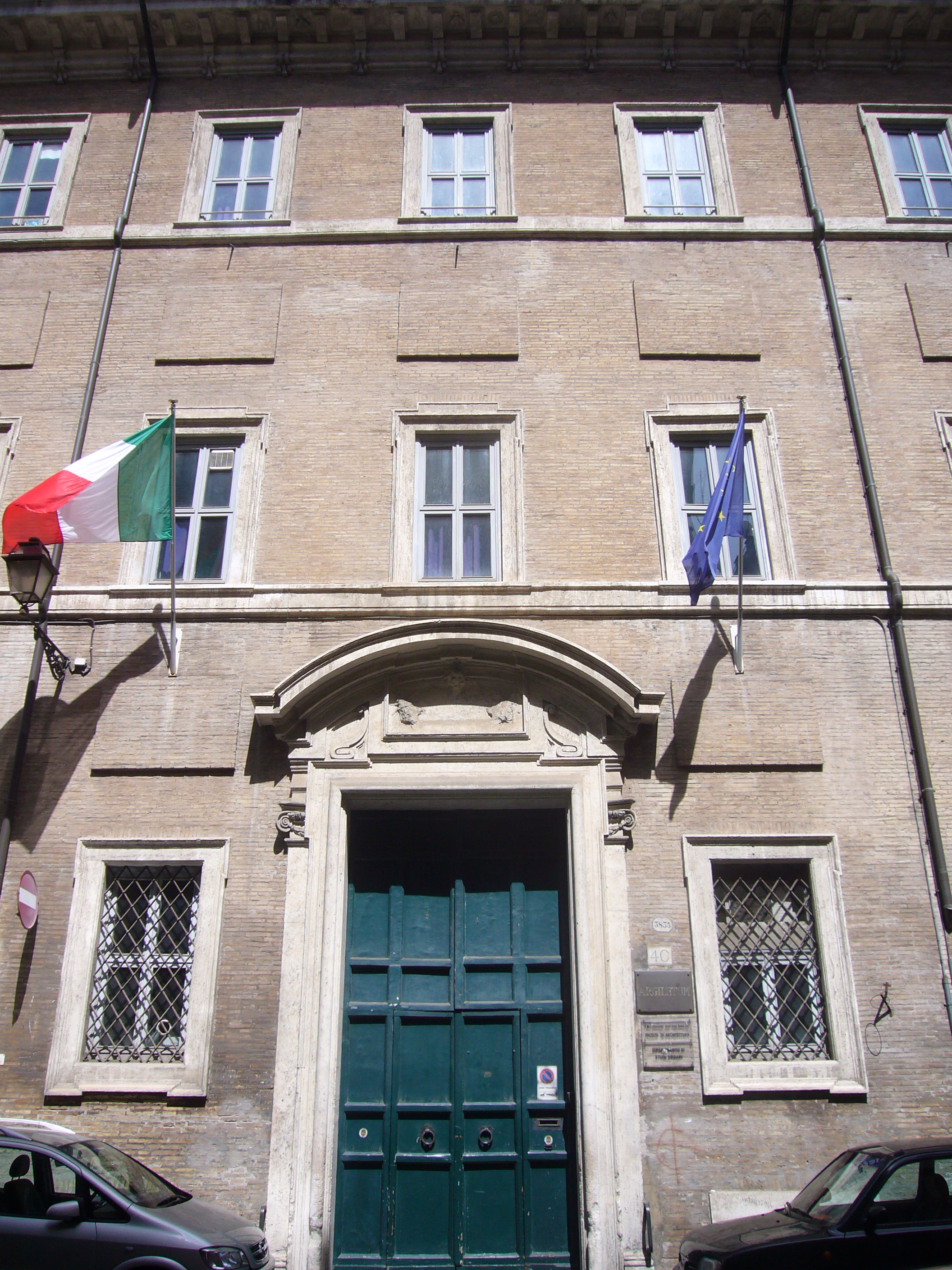
Fachada do palácio

O Palazzo dei Neofiti ou Palazzo dei Neofiti e Catecumeni é um palácio barroco localizado na Via della Madonna dei Monti, no rione Monti de Roma, encaixado entre as igrejas de San Salvatore ai Monti e Santa Maria ai Monti.

## História
Em 1543, o papa Paulo III fundou uma instituição, o Collegio dei Neofiti e dei Catecumeni, para ajudar os catecúmenos, os convertidos se preparando para o batismo, os neófitos, convertidos ao catolicismo que desejavam se tornar padres, a maioria dos quais judeus, mas também muçulmanos capturados nas guerras contra os otomanos e nas constantes lutas contra os piratas sarracenos. Eles aprendiam grego, latim, hebraico, filosofia, matemática e também várias línguas orientais, na esperança de que eles divulgassem a cultura cristã mais tarde em suas próprias comunidades.

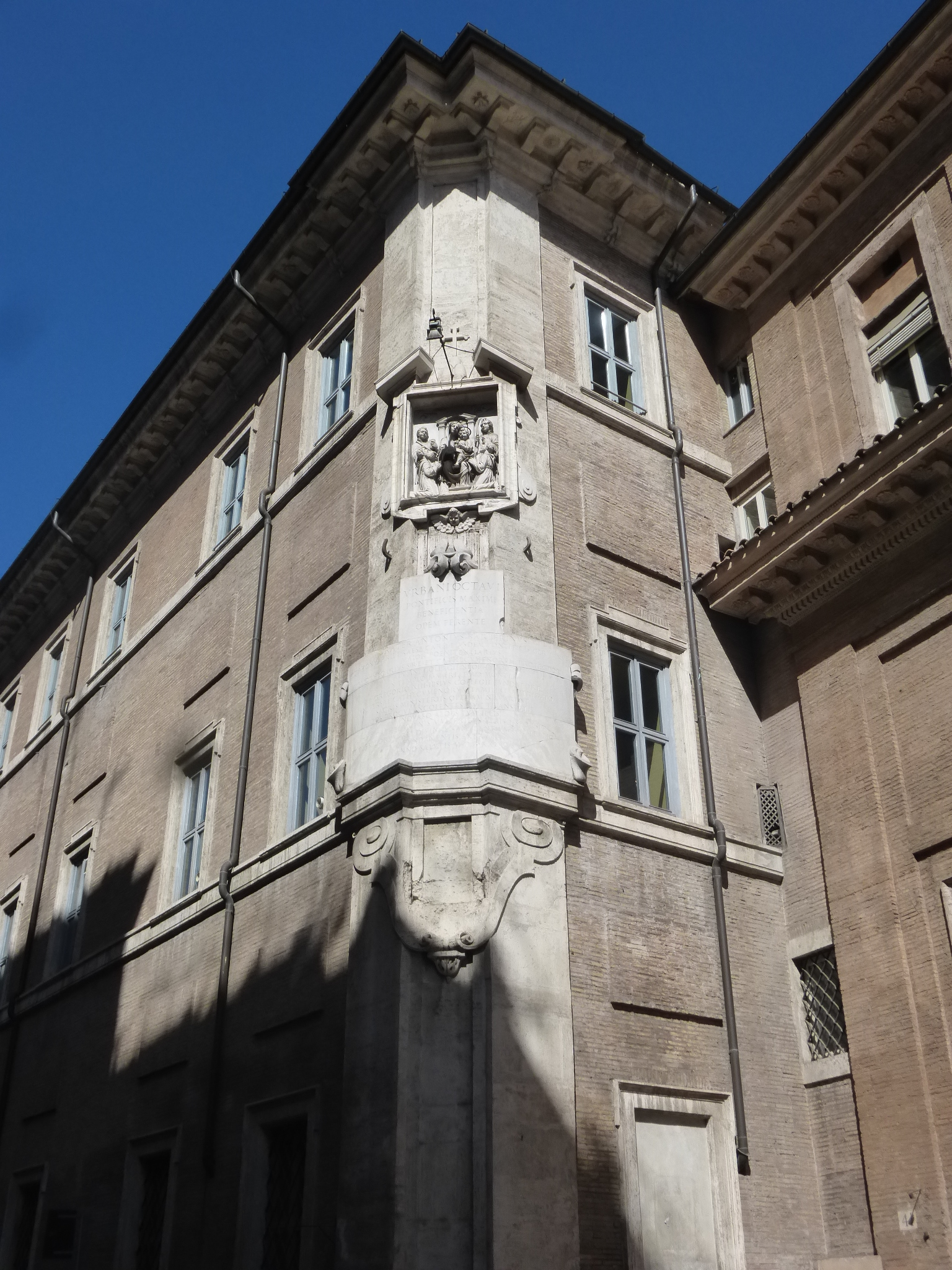
Esquina do palácio com a escultura da Madonna dei Monti

Em 1634, o papa Urbano VIII Barberini entregou a pequena igreja de San Salvatore ai Monti à instituição e seu irmão, o cardeal Antonio Barberini, o Sênior, comprou as propriedades entre San Salvatore e a igreja de Santa Maria ai Monti e contratou o arquiteto Gaspare De Vecchi, em 1635, para construir um novo palácio para o Collegio para os alunos, até então abrigados num edifício na Piazza di Santa Chiara conhecido como Casa di Santa Caterina. O papa Inocêncio XI {nwrap|r.|1676|1689}} ampliou o edifício com uma ala para mulheres um pequeno oratório para elas. Seus símbolos heráldicos (águia, leão e incensório) podem ser vistos em duas portas.
Em 1712, o papa Clemente XI entregou a igreja de Santa Maria ai Monti e o Colégio aos Pios Operários dos Catecúmenos e Neófitos, um grupo de sacerdotes diocesanos, organizados pelo venerável Carlo Carafa. A conversão de crianças judias era geralmente causa de controvérsia, especialmente quando elas eram sequestradas de suas famílias com a justificativa de que haviam recebido um batismo de emergência, uma prática prevista no direito canônico e que foi aplicada até o final dos Estados Papais: o último caso conhecido ocorreu em 1864, apenas seis anos antes da captura de Roma em 1870. Em 1886, o Colégio foi fechado e o edifício hoje passou a abrigar a casa paroquial da igreja de Santa Maria e o Istituto delle Maestre Pie dell'Addolorata. Atualmente é o campus da Faculdade de Arquitetura da Università degli Studi Roma Tre, com o nome de Argiletum.

## Descrição
O palácio abre para a rua em um portal com arquitrave e tímpano curvo. A fachada se apresenta em dois pisos com dois falsos mezzaninos, como indicam os espaços fechados para as janelas. As janelas destes dois pisos apresentam uma rica moldura e se apoiam sobre duas cornijas marcapiano. O arquiteto De Vecchi, dado que a estreita via sufocava o seu palácio, cuidou principalmente da entrada na pequena praça da esquina com a igreja. Este portal estava decorado com esculturas de abelhas, elemento heráldico dos Barberini, mas elas foram removidas durante a ocupação napoleônica de Roma.
Ali, de fato, numa esquina côncava destacada por duas pilastras gigantes, está um belo nicho sacro, apoiada por mísulas com volutas e estas por um pequeno querubim; imagem, um alto-relevo em mármore numa moldura quadrangular é uma cópia do afresco da Madonna dei Monti. A longa inscrição colocada abaixo relembra que a construção do palácio foi obra do papa Urbano VIII Barberini e de seu irmão, o cardeal Antônio, em 1635.